# フラデツ・クラーロヴェー州

フラデツ・クラーロヴェー州
Královéhradecký kraj

フラデツ・クラーロヴェー州の所在地

フラデツ・クラーロヴェー州（フラデツ・クラーロヴェーしゅう、チェコ語：Královéhradecký kraj）は、チェコの州。ボヘミアの北東部に位置している。州都フラデツ・クラーロヴェーにちなんで名づけられている。東をパルドゥビツェ州、南西から西を中央ボヘミア州に、北西をリベレツ州と接しており、北部はポーランドのドルヌィ・シロンスク県との国境である。
エルベ川とオルリツェ川の合流地点が州内にあり、古くから人が定住している。

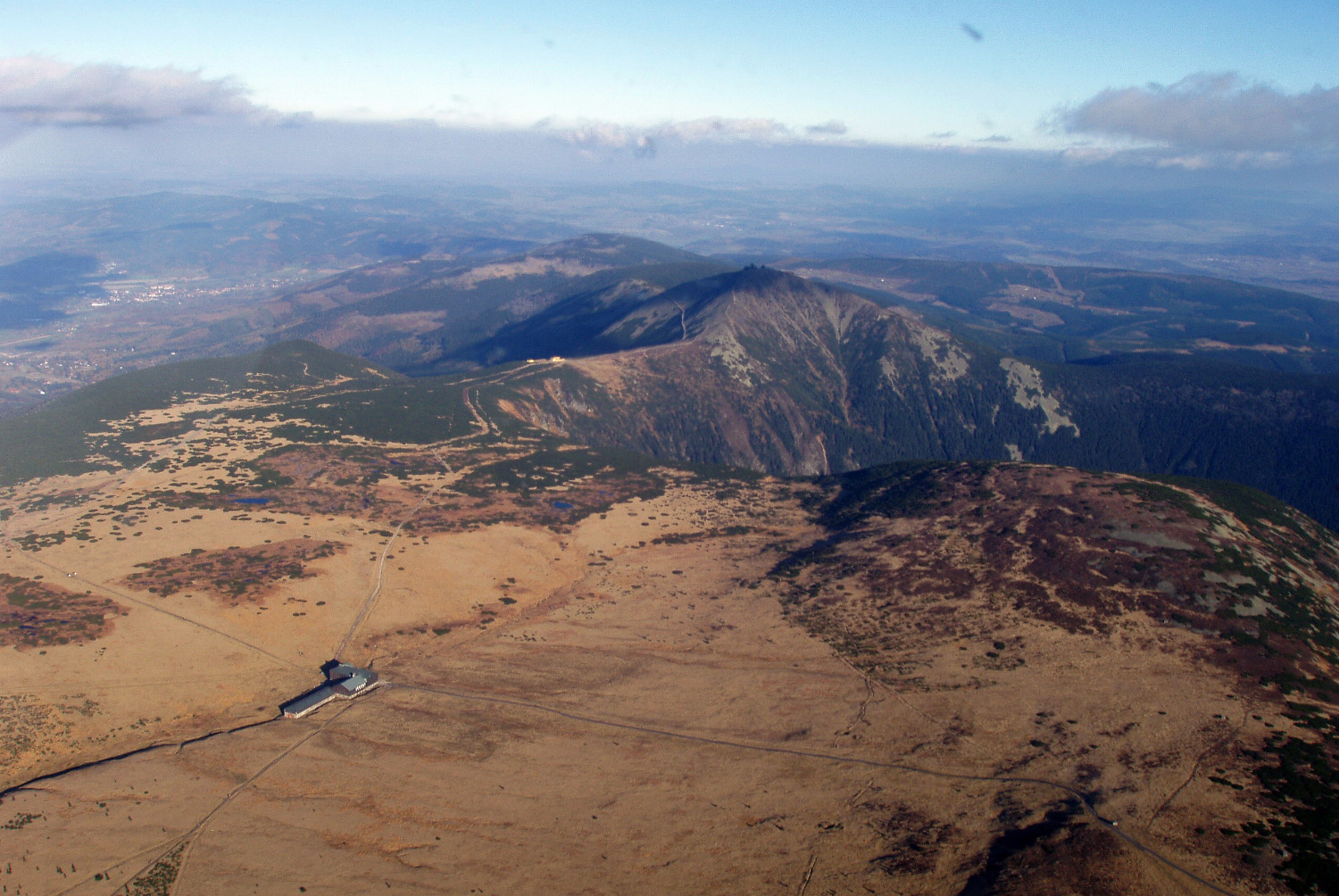
スニェシュカ山山頂付近